# Ulrike Brandt-Bohne
Ulrike Brandt-Bohne (* 1977 in Bangkok, Thailand) ist eine deutsche Biologin und Fernsehmoderatorin.

## Leben
In Bangkok geboren, besuchte Brandt-Bohne in La Paz in Bolivien die Grundschule und ging in Quito in Ecuador auf das Gymnasium. Dem Abitur in Barcelona folgte ein Grundstudium der Biologie in Karlsruhe. Hauptstudium und Diplom absolvierte Brandt-Bohne in Konstanz, bevor sie an der Universität zu Köln unter dem Titel Untersuchungen zur Rolle von EGFL5 und DNER bei neuronalen Entwicklungsprozessen mit einer umfassenden Arbeit zur Charakterisierung und funktionellen Analyse von Rezeptoren und Wegfindungsmolekülen des Nervensystems promovierte.
Ulrike Brandt-Bohne ist mit dem Stuttgarter Immunologen Felix Bohne verheiratet. Sie lebt und arbeitet in Barcelona und Köln. Einem breiteren Publikum bekannt geworden ist Brandt-Bohne vor allem durch ihre Moderation des ARD-Wissensmagazins Kopfball. Im Zuge der Neuausrichtung der Sendung im April 2006 wurde die Biologin nach eigener Aussage auf dem Weg zur Mensa angesprochen und setzte sich dann in einem Casting durch. Seit dieser Zeit gehört sie zusammen mit Isabel Hecker, Burkhardt Weiß und Klas Bömecke zum Team der Wissens-Reporter, das Antworten auf die Fragen der Zuschauer recherchiert. Ihre Funktion innerhalb des Teams besteht dabei vor allem in der Durchführung der Experteninterviews.
Brandt-Bohne arbeitete vor allem als Wissenschaftlerin. Nach einer Anstellung als Postdoktorandin an der Universität zu Köln war sie von 2007 bis 2009 unter der Leitung von Mariona Arbones am Centre de Regulació Genòmica (CRG) in Barcelona tätig. Seit 2010 ist sie freiberuflich als Wissenschaftsjournalistin tätig. Seit 2016 ist Brandt-Bohne am Nationalen Institut für Wissenschaftskommunikation (NaWik) als Dozentin angestellt.